# Sallés de la Serra
Sallés de la Serra es una entidad de población española del municipio de Sallent, perteneciente a la provincia de Barcelona, en la comunidad autónoma de Cataluña.

## Demografía
En 2023, la entidad singular de población de Sallés de la Serra tenía empadronados 19 habitantes, todos ellos en diseminado.